# ياسر بدر الدين
ياسر صبحي بدر الدين
شاعر وأديب من جبل عامل له العديد من الكتب الشعرية.

## ولادته
ولد ياسر بدر الدين في العام 1942 ميلادي (1364 هجرية)، في النبطية وتلقى علومه في مدارسها.

## دراسته و وظائفه
- حاز على إجازة في الحقوق من جامعة بيروت العربية
- عمل كرئيس دائرة في المجلس النيابي اللبناني.

## مؤلفاته الشعرية
له العديد من الإصدارات الشعرية:
1. وجهك والمنفى
2. حنين التراب
3. زهور بلوني
4. سارا
5. دفتر الغربة
6. طيور بعد الطوفان
7. كتابة على حاشية الجرح